# Pardosa kondeana
Pardosa kondeana este o specie de păianjeni din genul Pardosa, familia Lycosidae, descrisă de Roewer, 1959. Conform Catalogue of Life specia Pardosa kondeana nu are subspecii cunoscute.